# Strzebla błotna
Strzebla błotna, strzebla przekopowa (Rhynchocypris percnurus) – gatunek słodkowodnej ryby z rodziny karpiowatych (Cyprinidae).

## Nazwa systematyczna
Pallas (1811, wyd. 1814) opisał strzeblę błotną z jezior położonych wzdłuż Leny w Rosji, pod nazwą Cyprinus percnurus. Gatunek opisywano pod różnymi nazwami, przenoszono do rodzaju Moroco, Eupallasella i Phoxinus. Epitet gatunkowy percnurus zapisywano też perenurus. W przeprowadzonej w 2005 rewizji systematyki tego gatunku Bogustkaya i in. uznali, że perenurus jest błędem typograficznym, a za prawidłową nazwę strzebli błotnej przyjęli Phoxinus percnurus (Pallas, 1814).
W literaturze polskiej spotyka się obydwie formy: percnurus i perenurus.
Od 2007 roku ichtiolodzy zgodnie zaliczają ten gatunek do rodzaju Rhynchocypris (we wcześniejszych pracach Kottelat proponował rodzaj Eupallasella).

## Występowanie
Eurazja. W Polsce dorzecza Odry i Wisły, a w Rosji dorzecza Dźwiny, Peczory i Wołgi, a także zlewiska Oceanu Arktycznego, Morza Beringa, Morza Ochockiego i Morza Japońskiego. Występuje także na Sachalinie i Hokkaido.
Żyje stadnie w silnie zarośniętych, niewielkich zbiornikach wodnych o głębokości do kilkudziesięciu centymetrów i odczynie pH od 5,5 do 7,0. Jest przystosowana do życia w miejscach o małej zawartości tlenu w wodzie (zamulone dno).

## Cechy morfologiczne
Osiąga do 18 cm długości. Ciało wydłużone, słabo wygrzbiecone. Grzbiet ciemnobrązowy z zielonym odcieniem. Boki żółtawobrązowe z nieregularnymi, ciemnymi plamkami. Brzuch kremowy. Mały otwór gębowy w położeniu końcowym.

## Odżywianie
Żywi się skorupiakami i owadami.

## Rozród
Ikra składana jest na roślinności wodnej.

## Ochrona
Na terenie Polski strzebla błotna jest od 1983 objęta ścisłą ochroną gatunkową, wymaga ochrony czynnej, nie stosuje się dla niej odstępstw od zakazów. Została wpisana do Polskiej Czerwonej Księgi Zwierząt jako gatunek wysokiego ryzyka, silnie zagrożony.
Głównymi przyczynami wymierania gatunku jest zanikanie (w tym zasypywanie) małych zbiorników wodnych, obniżanie się poziomu wód gruntowych, zarybianie akwenów gatunkami drapieżnymi oraz introdukcje inwazyjnych gatunków ryb.